# Vitrac-en-Viadène
Vitrac-en-Viadène é uma ex-comuna francesa na região administrativa de Occitânia, no departamento de Aveyron. Estendeu-se por uma área de 16,99 km². Em 2010 a comuna tinha 112 habitantes (densidade: 6,6 hab./km²).
Em 1 de janeiro de 2016 foi fundida com as comunas de Sainte-Geneviève-sur-Argence, Alpuech, Graissac, Lacalm e La Terrisse para a criação da nova comuna de Argences-en-Aubrac.